# Meteorytyka

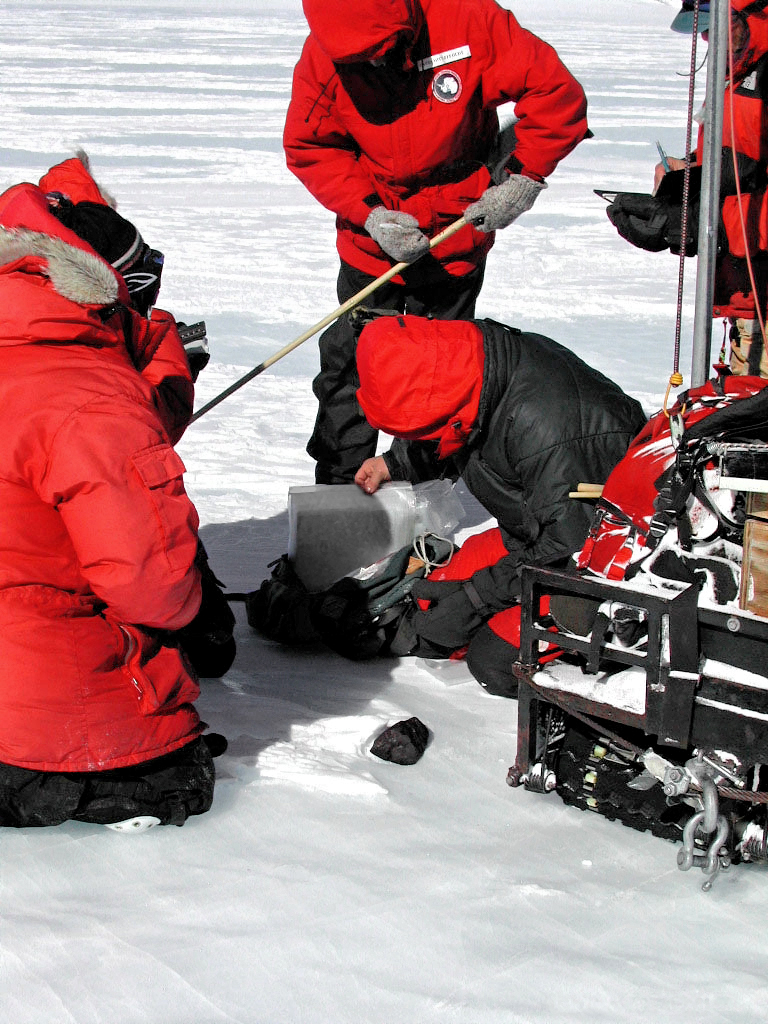
Antarktyda. Badacze oglądają znaleziony właśnie meteoryt

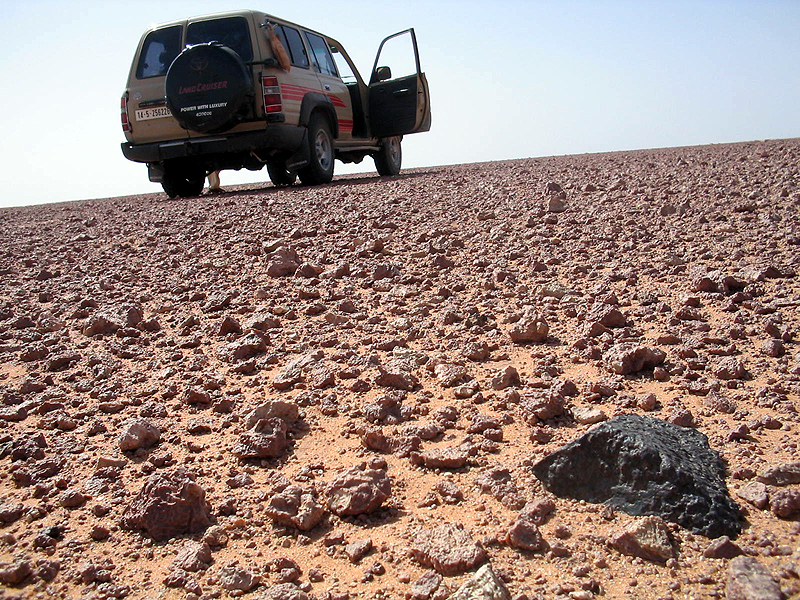
Meteoryt na płaskowyżu Hammadah al Hamra (Sahara). Wyraźnie różni się od otaczających kamieni barwą i wielkością

Meteorytyka – nauka o meteorytach i związanych z nimi zjawiskach. Jej przedmiotem jest określanie składu chemicznego i budowy fizycznej meteorytów i klasyfikowanie ich na tej podstawie. Zajmuje się również określaniem wieku meteorytów i ich pochodzeniem. W kręgu jej zainteresowań leży również badanie okoliczności upadku meteorytów na podstawie pozostawionych przez nie kraterów uderzeniowych. Jednym z głównych problemów tej nauki jest pozyskiwanie materiału do badań. Rzadko udaje się odnaleźć meteoryt tuż po upadku. Najczęściej odnajdowane są meteoryty, które spadły setki lub tysiące lat temu. Dlatego do jednego z ważniejszych zadań meteorytyki należy rozpoznawanie meteorytów i odróżnianie ich od ziemskich minerałów.
Najwdzięczniejszym obszarem Ziemi, gdzie znajdowanych jest najwięcej meteorytów, są pustynie i przede wszystkim śnieżne obszary Antarktydy, czyli krajobraz najmniej przeobrażony przez przyrodę i człowieka. Na terenie Antarktydy, dodatkowo, ciemne meteoryty łatwo dostrzec na białej powierzchni śniegu.